# Kelly Keagy
Kelly Keagy (nombre completo: Kelly Dean Keagy, Glendale, California, Estados Unidos, 15 de septiembre de 1952) es un músico, compositor y productor estadounidense, conocido por ser el baterista y vocalista de la banda de hard rock Night Ranger.

## Carrera musical

### Inicios
Keagy comenzó a tocar batería cuando era estudiante, y al graduarse del bachillerato optó por dedicarse de lleno a la música.  Viajó a la ciudad de San Francisco, California y fue allí, a finales de los 70, donde se convirtió en el baterista de la banda Rubicon, en la cual tocaban Jack Blades y Brad Gillis.

### Night Ranger
Tiempo después, Keagy, junto a Blades en el bajo y voz, Gillis y Jeff Watson en las guitarras y Alan Fitzgerald como teclista formaron Night Ranger a principios de la década de 1980.  Comenzaron como teloneros de los Doobie Brothers, Judas Priest y Santana. En 1982 publicaron Dawn Patrol, su primer disco, el cual se ubicó en los primeros 40 lugares en las listas de Billboard. Un año después se lanzó Midnight Madness, que se convertiría en la producción musical más exitosa de la agrupación, logrando disco de oro y platino en Canadá y los Estados Unidos respectivamente. Keagy compuso el tema «Sister Christian», una de las canciones más conocidas del grupo.  Los álbumes consecuentes —Seven Wishes y Big Life— también consiguieron buen reconocimiento del público. Sin embargo, después de la publicación de Man in Motion en 1989,  Night Ranger se separa.
Dos años más tarde, la banda se vuelve a reunir, aunque con Gary Moon en el bajo y la voz en lugar de Blades, siendo Keagy y Gillis los únicos integrantes originales y lanzaron en 1995 Feeding off the Mojo. Fue hasta 1998 cuando la formación inicial logró grabar el álbum Seven. Después de varias alineaciones, Keagy ha sido, Dawn Patrol hasta el lanzamiento de High Road en 2014, el baterista de Night Ranger.

## Proyecto solista y The Mob
En 2001 Keagy publicó su primer disco como solista llamado Time Passes.  Ya en 2005, Keagy forma The Mob junto al guitarrista Reb Beach, el vocalista Doug Pinnick y el tecladista Timothy Drury, lanzando al mercado un álbum homónimo el mismo año.  Transcurrieron dos años para que Keagy publicara I'm Alive, su segunda producción en solitario.

## Discografía

### Night Ranger
| Año       | Nombre                                                                     |
| --------- | -------------------------------------------------------------------------- |
| 1982      | Dawn Patrol                                                                |
| 1983      | Midnight Madness                                                           |
| 1985      | Seven Wishes                                                               |
| 1987      | Big Life                                                                   |
| 1988      | Man in Motion                                                              |
| 1989      | Greatest Hits                                                              |
| 1991      | Live in Japan                                                              |
| 1995      | Feeding off the Mojo                                                       |
| 1997      | Neverland                                                                  |
| 1997      | Rock in Japan                                                              |
| 1998      | Seven                                                                      |
| 1998      | Rock Masterpiece Collection                                                |
| 1998      | Keep Rockin': Best Selection '97-'98                                       |
| 2000      | 20th Century Masters - The Millennium Collection: The Best of Night Ranger |
| 2004      | 20th Century Masters - The DVD Collection: The Best of Night Ranger        |
| 2005      | Rock Breakout Years: 1984                                                  |
| 2005      | Hits, Acoustic and Rarities                                                |
| 2007      | Extended Versions                                                          |
| 2007 2008 | Hole in the Sun                                                            |
| 2008      | Rockin' Shibuya 2007                                                       |
| 2011      | Somewhere in California                                                    |
| 2012      | 24 Strings and a Drummer: Live and Acoustic                                |
| 2014      | High Road                                                                  |

### The Mob
| Año  | Nombre  |
| ---- | ------- |
| 2005 | The Mob |

### Como solista
| Año  | Nombre      |
| ---- | ----------- |
| 2001 | Time Passes |
| 2007 | I'm Alive   |